# Petchia humbertii
Petchia humbertii är en oleanderväxtart som först beskrevs av Markgr., och fick sitt nu gällande namn av A.J.M. Leeuwenberg. Petchia humbertii ingår i släktet Petchia och familjen oleanderväxter. Inga underarter finns listade i Catalogue of Life.